# Liesjärvi (sjö, lat 62,47, long 24,45)
Liesjärvi är en sjö i Finland. Den ligger i kommunerna Keuru och Etseri i landskapen Mellersta Finland och Södra Österbotten, i den centrala delen av landet, 260 km norr om huvudstaden Helsingfors. Liesjärvi ligger 162,1 meter över havet. Arean är 8,04 kvadratkilometer och strandlinjen är 22,97 kilometer lång. Sjön  ingår i Kumo älvs huvudavrinningsområde.   Den sträcker sig 5,5 kilometer i nord-sydlig riktning, och 3,6 kilometer i öst-västlig riktning.
I övrigt finns följande i Liesjärvi:
- Härkösaari (en ö)
- Nuottasaari (en ö)
- Palosaari (en ö)
- Myyräsaari (en ö)
- Ranta-ahonsaari (en ö)